# 破壞性創新
破壞性創新（英語：Disruptive innovation），或是被稱為破壞式技術，早期也被翻譯為顛覆性技術，是由哈佛大學教授克萊頓·克里斯坦森（Clayton Christensen）於1997年的著作《創新的兩難》（Innovator's Dilemma）所提出。是指將產品或服務透過科技性的創新，並以低價、低品質的方式，針對特殊目標消費族群，突破現有市場所能預期的消費改變。
破壞式創新是擴大和開發新市場，提供新的功能的有力方法，反過來，也有可能會破壞與現有市場之間的聯繫，該理論在管理實務上產生重大影響，並引起學術界大量討論。。

## 理論
學者定義「破壞性創新」是針對顧客設計的一種新產品或是一套新服務。
定義全文如下:
通常，破壞性創新在技術上來說是很簡潔的，利用現有的零件群依某種產品架構運作，提供比舊方法更簡潔的方案。破壞性創新在成熟市場提供較少的客戶，所以一開始並不容易被採用。而在遙遠新興市場和非主流市場，破壞性創新提供了不同的貢獻。

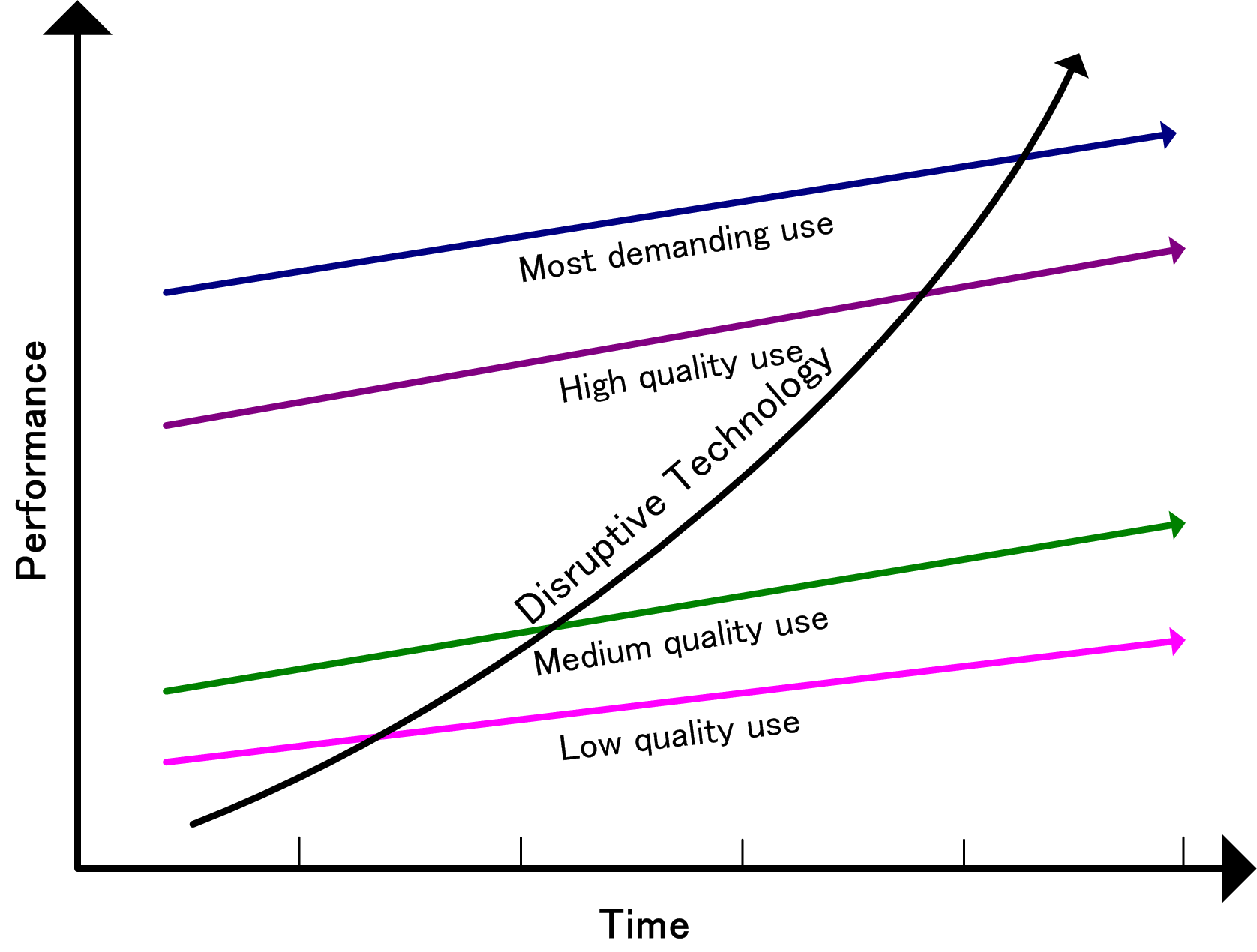
How low-end disruption occurs over time.

克里斯汀生認為破壞性創新，可能會對成功的、管理良好的公司造成傷害，且會影響他們的客戶、優秀的研發和發展。這些公司往往忽略最容易受到破壞性創新影響的市場，因為這種市場利率少且太小，無法提供建立大公司所需的成長率。因此，破壞性技術成了當商界都在建議要關心顧客(貼緊顧客)時，偶而在戰略上卻造成反效果的一個例子。
克里斯汀生認為「低階破壞」（low-end disruption）是針對在高階市場卻不需要完全性能的顧客，而「新興市場破壞」（new-market disruption）是針對想滿足之前未被滿足需求的現在客戶。

## 注解
1. ↑  Dan Yu, Chang Chieh Hang 2010，第1頁.
2. ↑  . reBuzz. 2013  [2013-08-30]. （原始内容存档于2013-09-05）.
3. ↑  Christensen 1997，第15頁.
4. ↑  Christensen 2003，第23-45頁.

Template:新兴技术